# Medusa (Six Flags Great Adventure)
Ne doit pas être confondu avec Medusa (Six Flags Discovery Kingdom) ou Bizarro (Six Flags New England).
Medusa sont des montagnes russes sans sol du parc Six Flags Great Adventure, situé à Jackson dans le New Jersey, à 100 km de New York, 93 kilomètres de Newark et 80 kilomètres de Philadelphie, aux États-Unis. Ce sont les premières montagnes russes sans sol au monde. Elles étaient connues sous le nom de Medusa de 1999 à 2008.

## Le circuit
L'attraction commence par un Lift haut de 43 mètres, puis il s'ensuit une descente vrillée poussant le train à 98 km/h. Ce train plonge alors dans le Looping puis directement dans le Looping Plongeant (Diving Loop) le faisant aller vers la gauche dans le Zero-G Roll, puis directement dans le Cobra Roll. Après cet enchaînement vient la zone de freins, permettant aux passager de souffler un peu pour plonger après directement dans le premier Corkscrew, le train prend alors un virage pour faire demi tour, puis prend le deuxième Corkscrew. Après cette septième inversion, un dernier virage amène le train dans les freins finaux, puis dans la gare.

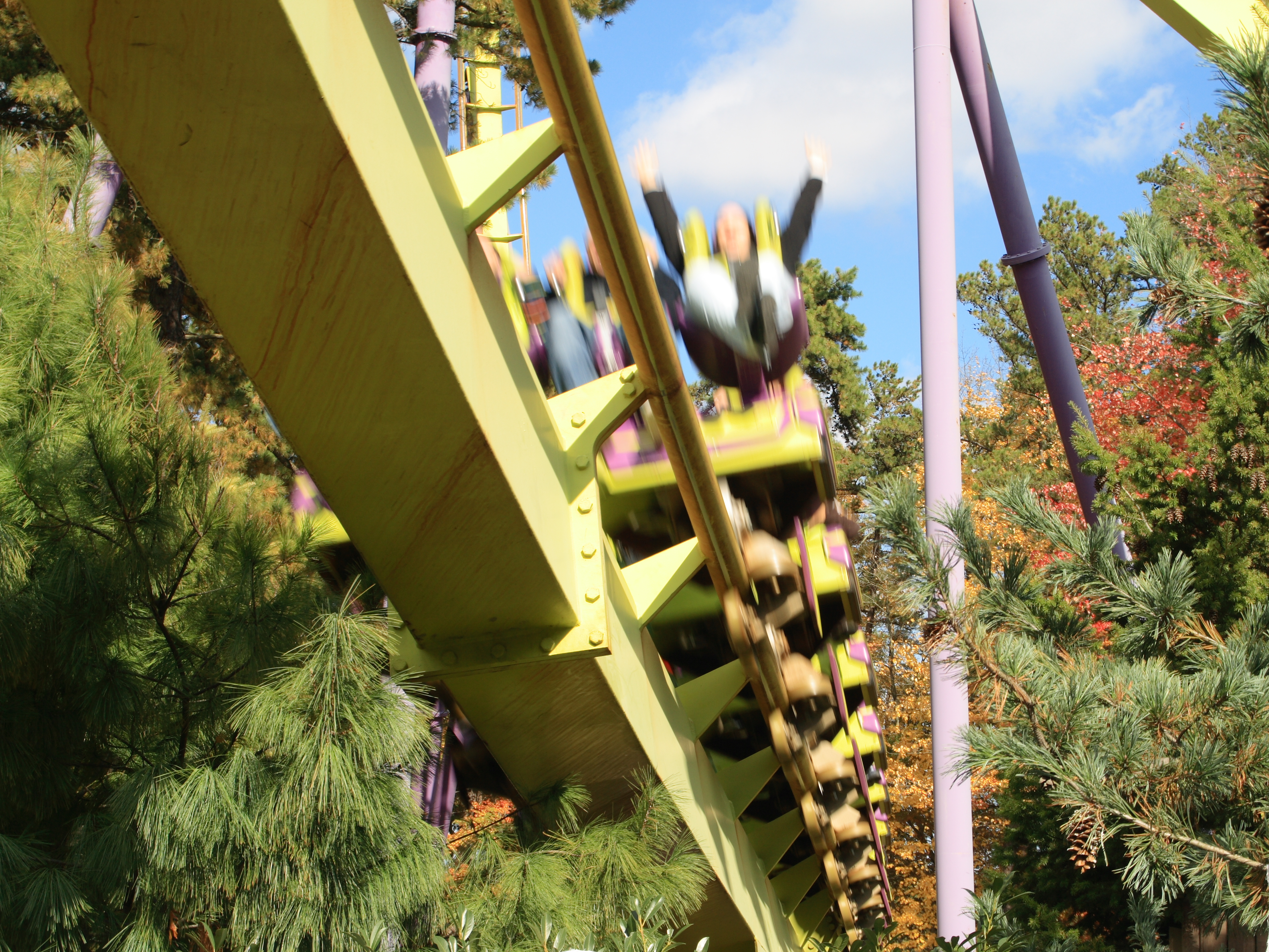
Un des trains.

## Statistiques
- Type : Montagnes russes sans sol
- Constructeur Bolliger & Mabillard
- Ouverture : 1999
- Vitesse max : 98 km/h
- Hauteur max : 43 m
- Longueur : 1 214 m
- Inversions : 7 : 1 Looping Vertical - 1 looping plongeant - 1 zero-G roll - 1 boomerang - 2 tire-bouchons entrelacés
- Trains : 3 trains de 8 wagons, les passagers sont placés à 4 de front par wagon pour un total de 32 passagers.